# 夏家堡镇
夏家堡镇，是中华人民共和国辽宁省抚顺市清原满族自治县下辖的一个乡镇级行政单位。

## 行政区划
夏家堡镇下辖以下地区：
夏家堡社区、刘小堡村、高砬子村、唐家屯村、黄家屯村、文屯村、卜屯村、大地村、袁家庙村、丁家堡村、赵堡村、杨家堡村、马家堡村、下坎子村、金家窝棚村、马家店村、猴石村、金庄子村、天桥村、太平沟村、湾龙背村、下老坎村、红土庙村、邱窝棚村、贾屯村、小孤家村、下王堡村和夏家堡村。